# Instituto Max Planck para o Desenvolvimento Humano
O Instituto Max Planck para o Desenvolvimento Humano (Max-Planck-Institut für Bildungsforschung) é uma organização de pesquisa em ciências sociais de renome internacional. Localizada em Berlim, foi inaugurada em 1961 e iniciou suas operações oficialmente em 1963 com o nome de Instituto de Pesquisa Educacional na Sociedade Max Planck antes de receber seu nome atual em 1971. Seu co-fundador e primeiro diretor foi Hellmut Becker. O instituto faz parte da Seção de Ciências Humanas da Sociedade Max Planck.
As atividades de pesquisa estão voltadas para o desenvolvimento e a educação de humanos, com ênfase na pesquisa básica. O conceito de educação é definido de forma ampla, abrangendo tanto os processos educacionais formais quanto os processos de desenvolvimento desde a infância até a velhice. Atualmente, cerca de 350 funcionários contribuem com pesquisas interdisciplinares em quatro centros de pesquisa, um Grupo Lise Meitner e três grupos de pesquisa.
Centros de Pesquisa
- Centro para Racionalidade Adaptativa (Diretor: Ralph Hertwig)
- Centro para a Psicologia do Ciclo de Vida (Diretor Administrativo: Ulman Lindenberger )
- Centro de Pesquisa História das Emoções (Diretor: Ute Frevert)
- Centro para Humanos e Máquinas (Diretor: Iyad Rahwan)

- Grupo Lise Meitner de Neurociência Ambiental (Chefe: Simone Kühn)

Grupos de Pesquisa
- Grupo de pesquisa Max Planck iSearch | Pesquisa de Informação, Pesquisa Ecológica e Aprendizagem Ativa com Crianças (Chefe: Azzurra Ruggeri)
- Grupo de Pesquisa Max Planck sobre as Bases Neurais e Computacionais do Aprendizado, Memória e Tomada de Decisões (Chefe: Nicolas Schuck)
- Grupo de Pesquisa Max Planck em Cognição Social Naturalística (Chefe: Annie E. Wertz)